# Воронівка (Одеський район)
Вороні́вка — село Визирської сільської громади в Одеському районі Одеської області. Населення становить 29 осіб.

## Населення
Згідно з переписом УРСР 1989 року чисельність наявного населення села становила 47 осіб, з яких 18 чоловіків та 29 жінок.
За переписом населення України 2001 року в селі мешкало 29 осіб.

### Мова
Розподіл населення за рідною мовою за даними перепису 2001 року:
| Мова       | Відсоток |
| ---------- | -------- |
| українська | 89,66 %  |
| російська  | 6,90 %   |
| білоруська | 3,45 %   |